# Odynerus meadewaldoi
Odynerus meadewaldoi är en stekelart som beskrevs av Joseph Charles Bequaert.
Odynerus meadewaldoi ingår i släktet lergetingar och familjen Eumenidae. Utöver nominatformen finns också underarten Odynerus meadewaldoi sedatus.